# 12 مارس
- السبت
- الأحد
- الاثنين
- الثلاثاء
- الأربعاء
- الخميس
- الجمعة

- 11 رمضان 1446  هـ
- 22 رمضان 1446  هـ
- 33 رمضان 1446  هـ
- 44 رمضان 1446  هـ
- 55 رمضان 1446  هـ
- 66 رمضان 1446  هـ
- 77 رمضان 1446  هـ
- 88 رمضان 1446  هـ
- 99 رمضان 1446  هـ
- 1010 رمضان 1446  هـ
- 1111 رمضان 1446  هـ
- 1212 رمضان 1446  هـ
- 1313 رمضان 1446  هـ
- 1414 رمضان 1446  هـ
- 1515 رمضان 1446  هـ
- 1616 رمضان 1446  هـ
- 1717 رمضان 1446  هـ
- 1818 رمضان 1446  هـ
- 1919 رمضان 1446  هـ
- 2020 رمضان 1446  هـ
- 2121 رمضان 1446  هـ
- 2222 رمضان 1446  هـ
- 2323 رمضان 1446  هـ
- 2424 رمضان 1446  هـ
- 2525 رمضان 1446  هـ
- 2626 رمضان 1446  هـ
- 2727 رمضان 1446  هـ
- 2828 رمضان 1446  هـ
- 2929 رمضان 1446  هـ
- 301 شوال 1446  هـ
- 312 شوال 1446  هـ
- 13 شوال 1446  هـ
- 24 شوال 1446  هـ
- 35 شوال 1446  هـ
- 46 شوال 1446  هـ

12 مارس أو 12 آذار أو يوم 12 \ 3 (اليوم الثاني عشر من الشهر الثالث) هو اليوم الحادي والسبعون (71) من السنة البسيطة، أو اليوم الثاني والسبعون (72) من السنوات الكبيسة وفقًا للتقويم الميلادي الغربي (الغريغوري). يبقى بعده 294 يوما لانتهاء السنة.

## أحداث
- 538 - ملك القوط الشرقيين ينهي حصاره لروما ويعود إلى رافينا، وترك المدينة في أيدي العامة البيزنطيين منتصرا.
- 1550 - عدة مئات من القوات الإسبانية والسكان الأصليين تحت قيادة بيدرو دي فالديفيا يتمكنون من هزيمة جيش من 60,000 من شعب المابوتشي في معركة بنشو خلال حرب الأراوكو فيما يعرف الآن بتشيلي.
- 1622 - إغناطيوس دي لويولا وفرنسيس كسفاريوس، مؤسسي اليسوعية، يطوبان كقديسين من قبل الكنيسة الكاثوليكية.
- 1812 - زلزال عنيف يدمر العاصمة الفنزويلية كراكاس.
- 1868 - هنري أوفاريل يحاول اغتيال الأمير ألفريد دوق ساكس كوبورغ وغوتا.
- 1894 - تعبئة كوكا كولا في زجاجات وبيعها للمرة الأولى في فيكسبيرغ، ميسيسيبي، من قبل المشغل المحلي صودا جوزيف بيدينهارن.
- 1910 - إطلاق الطراد المدرع جيورجيوس أفيروف في ليفورنو.
- 1912 - تشكيل حكومة مؤقتة في الصين برئاسة صن يات سين.
- 1918 - موسكو تصبح عاصمة روسيا بعد أن كانت سانت بطرسبرغ العاصمة لمدة 215 عامًا.
- 1921 - اعتماد نشيد الاستقلال من قبل البرلمان التركي.
- 1922 - أرمينيا وجورجيا وأذربيجان يشكلون جمهورية ما وراء القوقاز السوفيتية الاشتراكية.
- 1928 - انهيار سد القديس فرنسيس ولاية كاليفورنيا، والفيضانات الناتجة تقتل أكثر من 600 شخص.
- 1930 - المهاتما غاندي يقود مسيرة 200 ميل، والمعروفة باسم مسيرة الملح، إلى البحر في تحد للمعارضة البريطانية، احتجاجا على احتكار البريطانيين للملح.
- 1934 - قسطنطين باتس والجنرال يوهان ليدونير يقومان بانقلاب في أستونيا، ويحظرون جميع الأحزاب السياسية.
- 1938 - القوات الألمانية تحتل النمسا وذلك في بدايات الحرب العالمية الثانية.
- 1968 - استقلال جزيرة موريشيوس.
- 1971 - وقوع انقلاب عسكري في تركيا.
- 1983 - اكتشاف عدة فتحات جديدة تحت الحائط الجنوبي للمسجد الأقصى، ويعتقد أن المتطرفين اليهود قاموا بحفرها أثناء محاولتهم اقتحام المسجد.
- 1984 - عدد من أعضاء الجماعات الدينية اليهودية المتشددة يحاولون اقتحام مناطق مجاورة للمسجد الأقصى بهدف إقامة مستوطنة دينية ومدرسة دينية يهودية.
- 1992 - جزيرة موريشيوس تنضم إلى الكومونولث البريطاني.
- 1993 - انفجار العديد من القنابل بمدينة مومباي الهندية يخلف أكثر من 300 قتيل والعديد من الجرحى.
- 1994 - بولندا وهنغاريا والتشيك ينضمون إلى حلف شمال الأطلسي.
- 2003 - اغتيال رئيس وزراء صربيا زوران جينجيتش في بلغراد.
- 2009 - محكمة عراقية تحكم على الصحفي منتظر الزيدي بالسجن ثلاث سنوات بتهمة إهانة رئيس دولة أجنبي، حيث أنه كان قد رمى فردتي حذائه على الرئيس الأمريكي الأسبق جورج دبليو بوش بآخر زيارة له للعراق قبل أن تنتهي فترته الرئاسية.
- 2016 - حكومة الوفاق الوطني الليبية تبدأ عملها في تونس العاصمة برئاسة فايز السراج.
- 2018 - تحطُّم طائرة الرحلة 211 يو إس بنغلا أثناء هُبُوطها في مطار تريبوڤان الدولي في كاتماندو مما أدَّى لِمقتل 51 راكبًا وجرح 20 آخرين.
- 2023 - حصول فيلم كل شيء في كل مكان دفعة واحدة على سبع جوائز في حفل جوائز الأوسكار الخامس والتسعين، منها جائزة الأوسكار لأفضل فيلم وجائزة أفضل ممثلة لميشيل يوه.
- 2025 - عناصر من جيش بلوشستان الوطني يختطفون قطارًا أثناء رحلته من كويته إلى بيشاور، والجيش الباكستاني يتمكن من تحرير كافة الرهائن خلال يومٍ واحد، ويقضي على جميع الخاطفين، مع سقوط عشرات الضحايا من المدنيين.

## مواليد
- 1479 - جوليانو دي ميديشي، دوق نمور.
- 1626 - أوبري جون، كاتب إنجليزي.
- 1685 - جورج بيركلي، لاهوتي أيرلندي.
- 1824 - غوستاف روبرت كيرشهوف، عالم فيزياء ألماني.
- 1838 - ويليام هنري بيركن، عالم كيمياء إنجليزي.
- 1890 - محمد إدريس السنوسي، ملك ليبيا.
- 1910 - ماسايوشي أوهيرا، رئيس وزراء اليابان.
- 1911 - جوزيف باربيرا ، منتج ورسام رسوم متحركة أمريكي.
- 1925 - ليو إساكي، عالم فيزياء ياباني حاصل على جائزة نوبل في الفيزياء عام 1973.
- 1927 - إيميت ليث، فيزيائي أمريكي.
- 1940 - أل جارو، مغني أمريكي.
- 1950 - خافيير كليمنتي، لاعب ومدرب كرة قدم إسباني.
- 1953 - سعاد نصر، ممثلة مصرية.
- 1957 - باتريك باتيستون، لاعب كرة قدم فرنسي.
- 1968 - آرون إيكهارت، ممثل أمريكي.
- 1976 - جاو واي، ممثلة ومغنية صينية.
- 1981 - تشيوا سايتو، ممثلة أداء صوتي يابانية.
- 1987 - أحمد سناقرة، عسكري في حركة فتح فلسطيني.
- 1988 - مسك، ممثلة ومغنية كويتية.
- 1991 - فريد حسين ياغي ، شاعر سوري
- 1992 - أبرار سبت، ممثلة ومغنية بحرينية.
- 1994 - كريستينا غريمي، مغنية وكاتبة أغانٍ أميركية.

## وفيات
- 604 - غريغوري الأول، بابا الكنيسة الرومانية الكاثوليكية الرابع والستين.
- 1872 - موسى المحسني، فقيه جعفري وكاتب وشاعر إيراني.
- 1925 - صن يات سين، زعيم ثوري وسياسي صيني.
- 1963 - عادل خيري، ممثل مصري.
- 1964 - عباس محمود العقاد، كاتب مصري.
- 1970 - أحمد فؤاد الأهواني، عالم نفس مصري.
- 1999 - يهودي مينوهين، عازف كمان أمريكي.
- 1991 - رانيار غرانيت، طبيب أعصاب فنلندي حاصل على جائزة نوبل في الطب عام 1967.
- 2003 - زوران جينجيتش، رئيس وزراء صربيا.
- 2011 -
  - أمل سكر، ممثلة سورية.
  - توفيق طوبي، سياسي من عرب 48.
- 2015 - حارث الضاري أمين عام هيئة علماء المسلمين العراقية.
- 2017 - ستافرو جبرا، رسام رسام كاريكاتير لبناني.
- 2020 - عيسى بن راشد آل خليفة، شاعر وأديب بحريني ورئيس أسبق للاتحاد البحريني لكرة القدم.
- 2021 - عباس الطرابيلي، كاتب ومؤرخ مصري.

## أعياد ومناسبات
- اليوم الوطني في موريشيوس.
- يوم الشجرة في الصين وتايوان.

## وصلات خارجية
- وكالة الأنباء القطريَّة: حدث في مثل هذا اليوم.
- النيويورك تايمز: حدث في مثل هذا اليوم.
- BBC: حدث في مثل هذا اليوم.